# Кранево
Кранево (болг. Кранево) — село в Болгарии. Расположено на побережье Чёрного моря. Находится в Добричской области, входит в общину Балчик. Население составляет 1264 человека.
Южнее села протекает река Батова.
В Кранево, на территории отеля ALGARA BEACH, находится особняк, место пребывания королевы Марии во время посещения ею Кранево, королева Румынии Мария была внучкой императора Александра II, а ещё на территории отеля есть дерево, посаженное космонавткой.

## Политическая ситуация
В местном кметстве Кранево, в состав которого входит Кранево, должность кмета (старосты) исполняет Румен Петков Николов (независимый) по результатам выборов правления кметства.
Кмет (мэр) общины Балчик — Николай Добрев Ангелов (независимый) по результатам выборов в правление общины.